# Annelise Coberger
Annelise Coberger (Christchurch, 16 settembre 1971) è un'ex sciatrice alpina neozelandese.

## Biografia
Annelise Coberger proviene da una famiglia di pionieri dello sci in Nuova Zelanda di origine tedesca; suo padre Anton fu campione nazionale e anche i suoi fratelli Adele e Nils fecero parte della nazionale neozelandese. Specialista delle prove tecniche in attività tra gli anni 1980 e 1990, Annelise Coberger debuttò in campo internazionale ai Mondiali juniores di Madonna di Campiglio 1988; due anni dopo, nella rassegna iridata giovanile di Zinal 1990, vinse la medaglia di bronzo nello slalom speciale. Ai Mondiali di Saalbach-Hinterglemm 1991, sua unica presenza iridata, si piazzò 13ª nella combinata, dopo aver chiuso al 2º posto la frazione di slalom speciale.
Nella stagione 1991-1992 in Coppa del Mondo ottenne in slalom speciale il primo piazzamento (13ª il 1º dicembre a Lech), il primo podio (3ª il 12 gennaio a Schruns) e l'unica vittoria (il 14 gennaio a Hinterstoder). Partecipò inoltre ai XVI Giochi olimpici invernali di Albertville 1992, sua prima presenza olimpica, dove vinse la medaglia d'argento nello slalom speciale giungendo alle spalle della campionessa austriaca Petra Kronberger per 42 centesimi di secondo: si trattò della prima medaglia olimpica vinta da un atleta dell'emisfero australe ai Giochi invernali.
Il 19 marzo 1993 a Vemdalen colse in slalom speciale il suo ultimo podio in Coppa del Mondo (3ª); in quella stagione, la migliore della carriera della Coberger in Coppa del Mondo, chiuse al 14º posto nella classifica generale e al 2º in quella di slalom speciale, preceduta di 6 punti dalla vincitrice Vreni Schneider. L'anno dopo ai XVII Giochi olimpici invernali di Lillehammer 1994, sua ultima presenza olimpica, non completò lo slalom speciale; si ritirò dalle competizioni al termine della stagione 1994-1995 e il suo ultimo piazzamento fu il 16º posto ottenuto nello slalom speciale di Coppa del Mondo disputato a Bormio il 19 marzo.

## Palmarès

### Olimpiadi
- 1 medaglia:
  - 1 argento (slalom speciale ad Albertville 1992)

### Mondiali juniores
- 1 medaglia:
  - 1 bronzo (slalom speciale a Zinal 1990)

### Coppa del Mondo
- Miglior piazzamento in classifica generale: 14ª nel 1993
- 8 podi (tutti in slalom speciale):
  - 1 vittoria
  - 3 secondi posti
  - 4 terzi posti

#### Coppa del Mondo - vittorie
| Data            | Località     | Paese   | Specialità |
| --------------- | ------------ | ------- | ---------- |
| 14 gennaio 1992 | Hinterstoder | Austria | SL         |

Legenda:

SL = slalom speciale

### Coppa Europa
- Miglior piazzamento in classifica generale: 3ª nel 1992
- Vincitrice della classifica di slalom speciale nel 1991 e nel 1992

### Campionati neozelandesi
- 2 medaglie (dati dalla stagione 1994-1995)[4]:
  - 2 ori (slalom gigante, slalom speciale nel 1995)